# Dion Dawkins
Pour les articles homonymes, voir Dawkins.
(en) Statistiques sur pro-football-reference
Dion Dawkins, né le 26 avril 1994 à Rahway, est un joueur américain de football américain évoluant au poste d'offensive tackle dans la National Football League (NFL) depuis la saison 2017 et jouant actuellement pour les Bills de Buffalo.
Au niveau universitaire, il a joué pendant quatre saisons dans la NCAA Division I FBS et son American Athletic Conference (AAC) pour les Owls de l'université Temple (2013-2016) où il est sélectionné dans la première équipe de l'AAC en 2016.
Il est ensuite sélectionné en 63e choix global lors du 2e tour de la draft 2017 de la NFL par la franchise des Bills de Buffalo où il décroche trois sélections au Pro Bowl soit au terme des saisons 2021, 2022 et 2023.
Arrivé au terme de ses précédents contrats avec les Bills, il y signe une prolongation d'une durée de trois ans pour un montant de 60,5 millions de dollars le 11 mars 2024.

## Identité visuelle

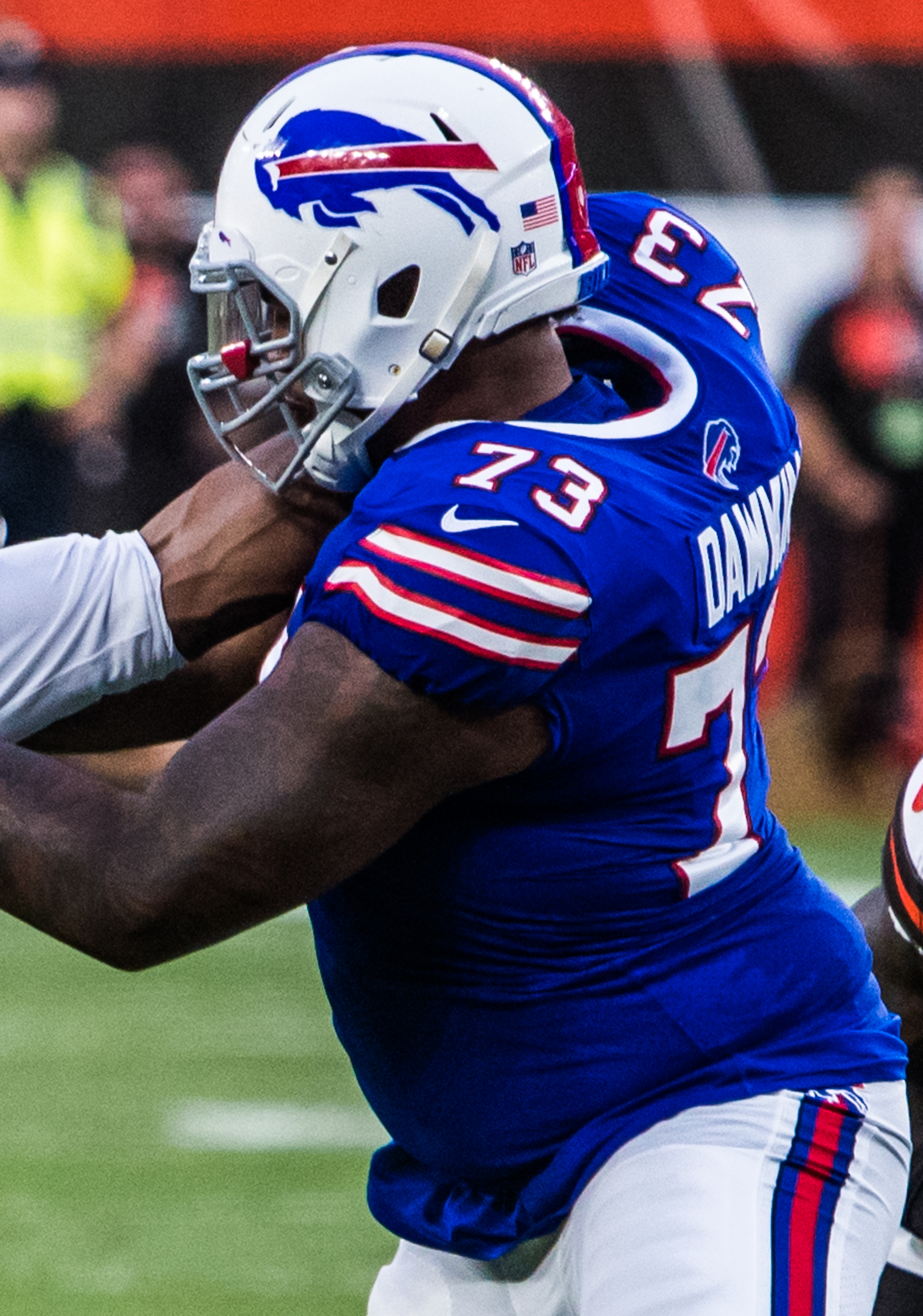
Dion Dawkins en 2018.